# Gringo (Willenpart)
Marjan Willenpart je dramo Gringo ustvaril leta 1965 v Buenos Airesu.

## Osebe
- Jože, slovenski priseljenec v Buenos Airesu
- Štefa, njegova žena
- Roza, Dora, sosedi
- Profesor
- Saturnino Perez, hišni lastnik
- Celestina, njegova snaha

## Povzetek
V priseljenskem domu v Buenos Airesu se Jože pripravlja na beljenje sobe, Štefa pospravlja kovčke, vmes se s sosedami pogovarjata o težavah, ki jih povzroča predvsem njihovo nerazumevanje in/ali napačna uporaba španščine, ki se je priseljenci še niso naučili. Samozavestni Jože rešuje jezikovne probleme sam, če pa se zadeve le preveč zapletejo, potrka z metlo ob strop in vpraša profesorja, ki španščino obvlada. Pojavi se Perez v spremstvu snahe, da bi pregledal pipe v stanovanju, ker je poraba vode sumljivo velika. Štefa, ki ne razume niti besedice, le pritrjuje in hodi za njim, živahna Celestina pa dela družbo Jožetu; Štefi to ni prav, boji se Jožetovega »govora z rokami«, kajti punca je zelo čedna. Jožetu je od sile všeč, rad bi ji povedal kaj lepega in prijaznega, hvali njene roke, oči, obleko. Tu pa njegov ročni govor odpove, za svojo čast občutljiva Celestina ne dovoli, da bi se je dotaknil. Tudi Štefa in Perez zapadata v vrsto komičnih jezikovnih nesporazumov in ko gospodar popravi puščajočo pipo, ga Štefa povabi na kavo. Perez vljudno kramlja, govori o spiritizmu, tem da je duhovnik (cura), ki je prišel (vino) s priseljenci, zelo simpatičen, in Štefa, ki njegove besede razume tako, da ju iz simpatije vabi na kuro in vino, je nad njim navdušena. Medtem Jože, ki je bil od profesorja zvedel, kako se reče »majica« (remera), ni pa dobro slišal, Celestini udvorljivo pove, da je lepa kurba (ramera). Vročekrvna Kordovčanka začne kričati na vse grlo in Jožeta pošteno obdela s čopičem in barvo. Perez prestrašeno sprašuje, kaj se je zgodilo, dokler Štefa, ki se na ženske stvari spozna malo bolje, ne reši nesporazuma. Celestini je takoj žal, Jožetu se iskreno opraviči, Perez pa ljubeznivo doda, naj se obrnejo kar nanj, če kaj potrebujejo (si precisa algo). Zdaj se razjezi Štefa: nje že ne bo nihče zmerjal za presico! Zažene se v Pereza in ga mikasti, Celestina kriči, Jože pa tolče z metlo ob strop in panično sprašuje: »Profesor, presica, presica?« Profesor, ki misli, da ga Jože zmerja, se ogorčen nad tolikšno nehvaležnostjo spravi nadenj.